# Distribution tempérée
Une distribution tempérée est une forme linéaire continue sur l'espace de Schwartz {\displaystyle {\mathcal {S}}}. L'espace {\displaystyle {\mathcal {S}}'} des distributions tempérées est donc le dual topologique de {\displaystyle {\mathcal {S}}.} Par densité de {\displaystyle {\mathcal {D}}} dans {\displaystyle {\mathcal {S}}}, il s'identifie à un sous-espace vectoriel de l'espace {\displaystyle {\mathcal {D}}'} de toutes les distributions : le sous-espace (propre) des distributions qui s'étendent continûment à {\displaystyle {\mathcal {S}}.}
Par exemple, les fonctions continues bornées, comme la fonction constante 1, définissent des distributions tempérées, ainsi que toutes les distributions à support compact, comme la distribution de Dirac.
Les distributions tempérées ont été introduites par Laurent Schwartz, mais initialement sous l'appellation « distributions sphériques », ce qui explique l'emploi de la lettre S par Schwartz lui-même.

## Définition
Une distribution tempérée sur {\displaystyle \mathbb {R} ^{N}} est une forme linéaire continue sur {\displaystyle {\mathcal {S}}(\mathbb {R} ^{N}).} La continuité d'une forme linéaire {\displaystyle T} sur {\displaystyle {\mathcal {S}}(\mathbb {R} ^{N})} peut s'exprimer de deux façons équivalentes :
- soit par la continuité séquentielle :
pour toute suite {\displaystyle (\phi _{n})_{n\in \mathbb {N} }} convergeant vers {\displaystyle \phi } dans {\displaystyle {\mathcal {S}}(\mathbb {R} ^{N}),}
{\displaystyle \lim _{n\to \infty }\langle T,\phi _{n}\rangle =\langle T,\phi \rangle } ;
- soit par l'utilisation de la famille {\displaystyle ({\mathcal {N}}_{p})_{p\in \mathbb {N} }} de semi-normes définissant la topologie de {\displaystyle {\mathcal {S}}} :
il existe un entier naturel {\displaystyle p} et un réel {\displaystyle C} tels que
{\displaystyle \forall \phi \in {\mathcal {S}}(\mathbb {R} ^{N}),\quad |\langle T,\phi \rangle |\leq C{\mathcal {N}}_{p}(\phi ).}

Toute distribution tempérée se restreint donc en une distribution d'ordre fini et par densité de {\displaystyle {\mathcal {D}}} dans {\displaystyle {\mathcal {S}}}, une distribution T se prolonge en une (unique) distribution tempérée si et seulement si elle vérifie une telle inégalité pour tout {\displaystyle \phi \in {\mathcal {D}}(\mathbb {R} ^{N}).}
Caractérisation des distributions tempérées, — Les distributions tempérées de {\displaystyle \mathbb {R} ^{N}} sont exactement les distributions {\displaystyle T} de la forme :
{\displaystyle T=\partial _{x}^{\alpha }\left((1+\|x\|^{2})^{n}f\right)}
où {\displaystyle \alpha \in \mathbb {N} ^{N}} est un multi-indice, {\displaystyle n} est un entier naturel et {\displaystyle f} est une fonction continue et bornée sur {\displaystyle \mathbb {R} ^{N}}, et où la dérivation s'entend au sens des distributions.
« Cette caractérisation [est] très utile en pratique, mais […] sa démonstration [est] un peu délicate. »

## Topologie
On munit {\displaystyle {\mathcal {S}}'} de la topologie faible-* ; {\displaystyle {\mathcal {S}}'} est alors un espace localement convexe (et son dual topologique s'identifie à {\displaystyle {\mathcal {S}}}). Plus explicitement, la collection de tous les ensembles de la forme
est une base de voisinages de 0.
La convergence dans {\displaystyle {\mathcal {S}}'} est donc, comme dans {\displaystyle {\mathcal {D}}'}, la convergence simple : dire que la suite {\displaystyle (T_{N})} de {\displaystyle {\mathcal {S}}'} tend vers T signifie que pour toute fonction {\displaystyle \phi \in {\mathcal {S}}}, on a {\displaystyle \langle T-T_{N},\phi \rangle {\underset {N\rightarrow \infty }{\longrightarrow }}0.}

## Exemples de distributions tempérées

### Distributions à support compact
Toute distribution à support compact est tempérée et {\displaystyle {\mathcal {E}}'(\mathbb {R} ^{N})} s'injecte continûment dans {\displaystyle {\mathcal {S}}'(\mathbb {R} ^{N}).}

### Mesures tempérées
Toute mesure bornée et plus généralement, toute mesure de Borel μ (signée, voire complexe) sur ℝN, représente une distribution Tμ, définie via l'injection linéaire T :
{\displaystyle \langle T_{\mu },\phi \rangle :=\int _{\mathbb {R} ^{N}}\phi \,\mathrm {d} \mu }  pour toute fonction {\displaystyle \phi \in {\mathcal {D}}(\mathbb {R} ^{N}).}
Pour que cette distribution soit tempérée, il suffit que la mesure μ le soit, c'est-à-dire vérifie les conditions équivalentes suivantes, où la mesure positive |μ| est la variation de μ :
- il existe un entier naturel p tel que la mesure à densité (1 + ║x║2)–p|μ| soit finie ;
- il existe un entier naturel p tel que |μ|(B(0, R)) = O(Rp) (quand le rayon R de la boule B(0, R) tend vers l'infini).

Remarque : cette condition suffisante n'est pas nécessaire. Par exemple sur ℝ, la fonction x ↦ sin(ex) est la densité, par rapport à la mesure de Lebesgue λ, d'une mesure tempérée, qui définit donc une distribution tempérée, donc sa dérivée x ↦ excos(ex) définit aussi une distribution tempérée, bien qu'elle soit à croissance exponentielle.

### Distributions tempérées régulières
Pour toute fonction localement intégrable f, les considérations précédentes s'appliquent à la mesure à densité μ = f λ.
La distribution Tf λ, dite régulière, est donc tempérée par exemple si :
- f est (localement intégrable et) à croissance polynomiale (i.e. en O(║x║c) pour un certain réel c, au voisinage de l'infini) ;
- f appartient à un espace de Lebesgue Lp(ℝN), avec 1 ≤ p ≤ ∞.

Plus précisément, Lp(ℝN) s'injecte continûment dans {\displaystyle {\mathcal {S}}'(\mathbb {R} ^{N}).}

### Distributions tempérées à support dans ℤN
Les considérations précédentes s'appliquent également à toute mesure μ à support dans ℤN, canoniquement associée à une suite multi-indexée a = (ak)k∈ℤN de complexes par la relation ak = μ({k}). La distribution Tμ associée, qui s'écrit alors
{\displaystyle T_{\mu }=\sum _{k\in \mathbb {Z} ^{N}}a_{k}\delta _{k},}
est donc tempérée dès que la suite a est à croissance polynomiale.

### Distributions périodiques
Une distribution {\displaystyle T} sur {\displaystyle \mathbb {R} ^{N}} est dite périodique de période {\displaystyle a\in \mathbb {R} ^{N}} si {\displaystyle T\circ \tau _{a}=T,}
où {\displaystyle \tau _{a}:x\mapsto x+a} désigne la translation de {\displaystyle a.}

Sur ℝN, toute distribution périodique est tempérée.
Les exemples les plus simples sont le peigne de Dirac Ш1 — qui est à la fois périodique et à support dans ℤ — et les distributions régulières périodiques, c'est-à-dire associées à des fonctions localement intégrables périodiques.

## Opérations sur les distributions tempérées
On montre ce qui suit :
- Si {\displaystyle T\in {\mathcal {S}}^{\prime }(\mathbb {R} ^{N})} alors, pour tous multi-indices {\displaystyle \alpha ,\beta \in \mathbb {N} ^{N},} le produit {\displaystyle x^{\alpha }T} (avec un abus de langage) et la dérivée {\displaystyle \partial ^{\beta }T} appartiennent à {\displaystyle {\mathcal {S}}'(\mathbb {R} ^{N})}. De plus, la multiplication {\displaystyle T\mapsto x^{\alpha }T} et la dérivation {\displaystyle T\mapsto \partial ^{\beta }T} sont des applications linéaires continues de {\displaystyle {\mathcal {S}}^{\prime }(\mathbb {R} ^{N})} dans {\displaystyle {\mathcal {S}}^{\prime }(\mathbb {R} ^{N}).}

Soit une distribution tempérée {\displaystyle T} de {\displaystyle {\mathcal {S}}'(\mathbb {R} ^{N}).} Alors
- La multiplication avec {\displaystyle {\mathcal {O}}_{M}} est compatible. Pour toute fonction à dérivées à croissance polynomiale {\displaystyle f\in {\mathcal {O}}_{M}(\mathbb {R} ^{N})}, la distribution {\displaystyle fT\in {\mathcal {S}}'(\mathbb {R} ^{N}).}
- Le produit de convolution avec {\displaystyle {\mathcal {E}}'} est compatible. Pour toute distribution à support compact {\displaystyle S\in {\mathcal {E}}'(\mathbb {R} ^{N}),~S\ast T\in {\mathcal {S}}'(\mathbb {R} ^{N}).}

## Transformée de Fourier des distributions tempérées

### Définition
On appelle transformation de Fourier de {\displaystyle {\mathcal {S}}'(\mathbb {R} ^{N})} dans {\displaystyle {\mathcal {S}}'(\mathbb {R} ^{N})} la transposée de la transformation de Fourier de {\displaystyle {\mathcal {S}}(\mathbb {R} ^{N})} dans {\displaystyle {\mathcal {S}}(\mathbb {R} ^{N})}. On la note de nouveau {\displaystyle {\mathcal {F}}}, autrement dit on pose
Note : on retrouve la transformée de Fourier usuelle si T s'identifie à une fonction de L1 ou L2, ou à une fonction localement intégrable périodique (cf. article détaillé).

### Inversion de Fourier
On définit de même l'opérateur {\displaystyle {\mathcal {\bar {F}}}} sur {\displaystyle {\mathcal {S}}'(\mathbb {R} ^{N})} comme le transposé de celui sur {\displaystyle {\mathcal {S}}(\mathbb {R} ^{N})} :
On déduit des propriétés des opérateurs sur {\displaystyle {\mathcal {S}}(\mathbb {R} ^{N})} les propriétés analogues pour leurs transposés :
Formule d'inversion de Fourier sur {\displaystyle {\mathcal {S}}'(\mathbb {R} ^{N})} — 
La transformée de Fourier est un automorphisme du {\displaystyle \mathbb {C} }-espace vectoriel {\displaystyle {\mathcal {S}}'(\mathbb {R} ^{N})} des distributions tempérées, dont l'automorphisme réciproque est {\displaystyle {\mathcal {\bar {F}}}={\tilde {}}\circ {\mathcal {F}}={\mathcal {F}}\circ {\tilde {}},}
où l'opérateur antipodie {\displaystyle {\tilde {}}} est défini pour toute distribution S sur {\displaystyle \mathbb {R} ^{N}} par	
{\displaystyle {\tilde {S}}=S\circ (-Id_{\mathbb {R} ^{N}})\quad \Leftrightarrow \quad \forall \phi \in {\mathcal {D}}(\mathbb {R} ^{N}),\quad \langle {\tilde {S}},\phi \rangle =\langle S,\phi \circ (-Id_{\mathbb {R} ^{N}})\rangle .}
Remarque : cette formule dépend de la convention choisie pour la transformation de Fourier dans l'espace des fonctions. Elle est valide pour une transformation de Fourier exprimée dans l'espace des fréquences, dont la définition utilise {\displaystyle {\rm {e}}^{-{\rm {i}}2\pi \xi \cdot x}.}

### Autres propriétés
La transformée de Fourier dans {\displaystyle {\mathcal {S}}'} hérite de ses propriétés dans {\displaystyle {\mathcal {S}}.}
- {\displaystyle {\mathcal {F}}} est un automorphisme de période 4 (i.e. 4 est le plus petit entier strictement positif k tel que {\displaystyle {\mathcal {F}}^{k}={\rm {Id}}}), bicontinu ({\displaystyle {\mathcal {F}}^{-1}} est aussi continue).
- En particulier {\displaystyle {\mathcal {F}}} hérite de la continuité séquentielle. Pour toute suite {\displaystyle (T_{n})_{n\in \mathbb {N} }} de distributions tempérées,{\displaystyle T_{n}{\underset {n\rightarrow \infty }{\longrightarrow }}T\Rightarrow {\mathcal {F}}T_{n}{\underset {n\rightarrow \infty }{\longrightarrow }}{\mathcal {F}}T.}
- Dans {\displaystyle {\mathcal {S}}'(\mathbb {R} ^{N})}, la transformation de Fourier échange l'espace des convoleurs {\displaystyle {\mathcal {O}}_{c}^{\prime }(\mathbb {R} ^{N})} et l'espace des multiplicateurs {\displaystyle {\mathcal {O}}_{M}(\mathbb {R} ^{N}),} et échange le produit convolutif et le produit multiplicatif. Autrement dit, soit {\displaystyle S\in {\mathcal {S}}^{\prime }(\mathbb {R} ^{N}),T\in {\mathcal {O}}_{c}^{\prime }(\mathbb {R} ^{N})} et {\displaystyle f\in {\mathcal {O}}_{M}(\mathbb {R} ^{N}),} alors on a{\displaystyle {\mathcal {F}}T\in {\mathcal {O}}_{M}(\mathbb {R} ^{N}),\quad {\mathcal {F}}f\in {\mathcal {O}}_{c}^{\prime }(\mathbb {R} ^{N}),}{\displaystyle {\mathcal {F}}(T\ast S)=({\mathcal {F}}T)({\mathcal {F}}S)\quad {\rm {et}}\quad {\mathcal {F}}(fS)=({\mathcal {F}}f)\ast ({\mathcal {F}}S).}

### Exemples de transformées de Fourier de distributions
Les formules dépendent de la convention choisie pour la transformation de Fourier dans l'espace des fonctions. Elles sont valides pour une transformation de Fourier exprimée dans l'espace des fréquences, dont la définition utilise {\displaystyle {\rm {e}}^{-{\rm {i}}2\pi \xi \cdot x}.}

#### Opérations usuelles
Soit T une distribution tempérée sur {\displaystyle \mathbb {R} ^{N}.} Les opérations alors utilisées dans les cas des fonctions sont maintenant valides sans hypothèse supplémentaire.
- Dérivation : pour tout {\displaystyle k=1,\ldots ,N\qquad }, {\displaystyle {\mathcal {F}}(\partial _{x_{k}}T)=2{\rm {i}}\pi \xi _{k}{\mathcal {F}}T.}
- Multiplication par un polynôme : pour tout {\displaystyle k=1,\ldots ,N\quad }, {\displaystyle {\mathcal {F}}(x_{k}T)=1/({2{\rm {i}}}\pi )\partial _{x_{k}}{\mathcal {F}}T.}
- Translation : pour tout {\displaystyle a\in \mathbb {R} ,~{\mathcal {F}}(T\circ \tau _{a})=e_{2\pi a}{\mathcal {F}}T.}
- Modulation : pour tout {\displaystyle a\in \mathbb {R} ,~{\mathcal {F}}(e_{-2\pi a}T)=({\mathcal {F}}T)\circ \tau _{a}.}

#### Transformées usuelles
- Transformées des sinusoïdes {\displaystyle e_{\omega }:\xi \mapsto {\rm {e}}^{{\rm {i}}\omega \cdot \xi }~:}

{\displaystyle {\mathcal {F}}e_{\omega }=\delta _{\omega /2\pi }.}
- Transformées des masses de Dirac. Pour tout {\displaystyle a\in \mathbb {R} ^{N}} et tout multi-indice {\displaystyle \alpha \in \mathbb {N} ^{N}~:}

{\displaystyle {\begin{aligned}{\mathcal {F}}\delta _{0}&=1\\{\mathcal {F}}(\partial _{\alpha }\delta _{0})&=\xi \mapsto (-{\rm {i}}2\pi \xi )^{\alpha }\\{\mathcal {F}}\delta _{a}&=\xi \mapsto {\rm {e}}^{-{\rm {i}}2\pi a\cdot \xi }\\{\mathcal {F}}(\partial _{\alpha }\delta _{a})&=\xi \mapsto (-{\rm {i}}2\pi \xi )^{\alpha }{\rm {e}}^{-{\rm {i}}2\pi a\cdot \xi }.\end{aligned}}}
- Transformées des polynômes : pour tout multi-indice {\displaystyle \alpha =(\alpha _{1},\alpha _{2},\ldots )\in \mathbb {N} ^{N},}

{\displaystyle {\mathcal {F}}(\xi _{1}^{\alpha _{1}}\xi _{2}^{\alpha _{2}}\ldots \xi _{N}^{\alpha _{N}})={\frac {1}{({\rm {i}}2\pi )^{|\alpha |}}}\partial _{1}^{\alpha _{1}}\partial _{2}^{\alpha _{2}}\ldots \partial _{N}^{\alpha _{N}}\delta _{0}.}

#### Distributions périodiques
La transformée de Fourier d'une distribution U T-périodique sur {\displaystyle \mathbb {R} } est la distribution en somme de Diracs
{\displaystyle {\mathcal {F}}U=\sum _{k\in \mathbb {Z} }c_{k}\delta _{k/T}}
c'est-à-dire un signal, échantillonné à la fréquence {\displaystyle {\frac {1}{T}}}, dont les échantillons {\displaystyle (c_{k})_{k\in \mathbb {Z} }} sont données par
{\displaystyle c_{k}={\mathcal {F}}(\phi U)(k/T)}
pour toute fonction test {\displaystyle \phi \in {\mathcal {D}}(\mathbb {R} )} vérifiant {\displaystyle \sum _{k\in \mathbb {Z} }\phi (\cdot +k)\equiv 1.}

## Cas des distributions à support compact
Dans cette section, T est supposée à support compact.

### Transformée de Fourier
On démontre que l'application f définie sur ℝN par
est de classe C∞, avec {\displaystyle \partial ^{\alpha }f(\xi )=\langle T_{x},(-{\rm {i}}x)^{\alpha }{\rm {e}}^{-{\rm {i}}x\cdot \xi }\rangle } donc (en utilisant la continuité de T en termes de semi-normes et la compacité de son support) à croissance polynomiale. Elle définit donc une distribution tempérée régulière Tf, et l'on vérifie que

### Transformée de Fourier-Laplace
Donnons maintenant la définition de la transformée de Fourier-Laplace de T, extension à ℂn de sa transformée de Fourier : 
On montre (théorème de Paley-Wiener) que cette fonction est entière.
Ainsi, la transformée de Fourier d'une distribution à support compact est analytique.
Cette remarque est cohérente avec la propriété d'échange entre décroissance à l'infini et régularité. Comme la compacité du support est la plus grande vitesse de décroissance à l'infini, il est prévisible que cette propriété s'échange avec celle de régularité extrême, c'est-à-dire la propriété d'être une fonction entière.